# Śmierć na Nilu (film 2022)
Śmierć na Nilu (ang. Death on the Nile) – amerykańsko-brytyjski film kryminalny z 2022 roku w reżyserii Kennetha Branagha, zrealizowany na podstawie powieści Agathy Christie Śmierć na Nilu (1937).

## Fabuła
Herkules Poirot, światowej sławy detektyw, podróżuje statkiem po Nilu. Pewnego dnia na statku zostaje popełnione morderstwo, a Herkules od razu zabiera się do tej sprawy. Odkrywa, że praktycznie każdy pasażer miał motyw i stosowną okazję do popełnienia zbrodni. Mnożą się fałszywe tropy, padają oskarżenia. Na domiar złego dochodzi do kolejnych morderstw...

## Obsada
- Kenneth Branagh jako Herkules Poirot[4]
- Gal Gadot jako Linnet Ridgeway-Doyle[4]
- Armie Hammer jako Simon Doyle[3]
- Emma Mackey jako Jacqueline de Bellefort
- Annette Bening jako Euphemia[3]
- Sophie Okonedo jako Salome Otterbourne
- Letitia Wright jako Rosalie[3]
- Jennifer Saunders jako Marie Van Schuyler
- Dawn French jako pani Bowers[3]
- Russell Brand jako dr Bessner

## Reakcja krytyków
W agregatorze recenzji Rotten Tomatoes 63% z 253 recenzji uznano za pozytywne, a średnia ocen wystawionych na ich podstawie wyniosła 5,90. Z kolei w agregatorze Metacritic średnia ważona ocen z 50 recenzji wyniosła 52 punkty na 100.